# Ajuria Enea
Ajuria Enea est un palais à Vitoria-Gasteiz (Pays basque, nord de l'Espagne) qui constitue la résidence officielle du lehendakari (président du gouvernement basque) de la communauté autonome du Pays basque. Son nom provient de la séparation en deux mots "d'Ajuriaenea", nom de famille de la famille qui a construit le palais (les Ajuria) décliné en basque dans la forme du génitif, venant signifier "d'Ajuria".
La décision de transformer le Palais d'Ajuria Enea en résidence officielle du lehendakari a été prise en se basant sur les valeurs architecturales du bâtiment, en accord avec la fonction politique à laquelle il était destiné. l'acquisition par le Gouvernement basque des terrains à son ancien propriétaire a été formalisée le 13 octobre 1980, la Députation forale d'Alava. Cette même année, Carlos Garaikoetxea, premier président du Pays basque de la démocratie, a officiellement occupé le bâtiment.

## Détails architecturaux
- Situé dans la promenade Fray Francisco de Vitoria, le Palais d'Ajuria Enea a été construit en 1920 par l'architecte suisse Alfredo Baeschlin et le contractant Hilarión San Vicente, à la demande d'un industriel de Vitoria-Gasteiz nommé Serafín Ajuria Urigoitia, qui a fait fortune avec ses usines à Araia et Vitoria-Gasteiz, une des zones résidentielles les plus remarquables de la ville.

- Son aspect extérieur présente tous les éléments architecturaux de l'art néo-basque : double archerie dans le rez-de-chaussée, trois baies vitrées centrales unifiées avec des cavités balconées et éléments héraldiques dans le premier étage, fenêtres d'un demi-arc - point avec les goussets cylindrique couronnés dans des arcs-boutants de l'étage supérieur, et un vaste avant-toit fini dans de belles hauteurs pináculos vers le ciel dans la couverture.

## Histoire
Après avoir été transformé en 1920 dans la résidence de la famille Ajuria, le bâtiment a été transféré en 1966 à l'ordre religieux des Mères Escolapias, ceux qui l'ont transformée un centre d'enseignement. Six ans plus tard, en 1972, il a été acquis par la Députation forale d'Alava pour le transformer en musée d'art basque.
Le centre a ouvert ses portes au public en 1978 et pendant les deux années suivantes, des milliers de personnes ont eu la chance de parcourir les salles contemplant les joyaux picturaux de ses parois.
Une fois la décision prise de le transformer définitivement en résidence officielle du lehendakari, on a commencé une restructuration interne du bâtiment consistant en la transformation du dernier étage en logement et l'adéquation du reste du palais aux fonctions d'un président de Gouvernement. La propriété définitive du Palais d'Ajuria Enea est passée aux mains de la Communauté autonome le 14 mars 1989.

### Sources
- (es) Cet article est partiellement ou en totalité issu de l’article de Wikipédia en espagnol intitulé « Ajuria Enea » (voir la liste des auteurs).